# Якуб Вйотецький
Якуб Вйотецький (Вйотеський) (лат. Jacobus Wioteski) — львівський міщанин, лавник (1592—1595), міський райця (1596—1607), бурмистр міста (1597, 1598, 1604) та війт (1594, 1605).
Був бурмистром Львова в 1604 році, коли в місті перебував претендент на московський трон Лжедмитрій I. В міській книзі Львова зберігся запис про купівлю вина для Лжедмитрія на 12 злотих та 34 гроші 16 травня 1604 року за наказом Вйотецького.
Помер в 1607, скандальні обставини його смерті згадує Ян Альнпек в своїх «Книгах клопотних»:

| Пан Якуб Вйотецький; тримаючи в оренді те село і маючи цнотливу дружину і взявши не мало за неї маєтку, ховав собі коханку в селі; коли спав з нею в стодолі, вкусив його хробак в руку так, що йому все плече запалилося; з великого болю, з відчаю сам собі вкоротив віку. Лежить в цойггаусі" (міському арсеналі).[2]. |

## Сім'я
Донька Еліжбета (пол. Elżbieta Wiotesczanka), одружилась з Валентином Вільчеком, міським райцею (1568—1586) та бурмистром Львова (1568, 1579, 1585, 1586)